# Procambarus pygmaeus
Procambarus pygmaeus är en kräftdjursart som beskrevs av Hobbs 1942. Procambarus pygmaeus ingår i släktet Procambarus och familjen Cambaridae. IUCN kategoriserar arten globalt som livskraftig. Inga underarter finns listade i Catalogue of Life.